# Amtsbezirk Interlaken
Der Amtsbezirk Interlaken war bis zum 31. Dezember 2009 eine Verwaltungseinheit mit Hauptort Interlaken im Schweizer Kanton Bern. Der Amtsbezirk  umfasste 23 Gemeinden und hatte 38'386 Einwohner (Stand 31. Dezember 2008) auf 677,92 km².

## Gemeinden
| Name der Gemeinde         | Einwohner (31. Dez. 2008) | Fläche in km² | Einwohner pro km² |
| ------------------------- | ------------------------- | ------------- | ----------------- |
| Beatenberg                | 1'153                     | 29,17         | 40                |
| Bönigen                   | 2'383                     | 15,10         | 158               |
| Brienz (BE)               | 2'996                     | 48,06         | 62                |
| Brienzwiler               | 533                       | 17,64         | 30                |
| Därligen                  | 401                       | 6,93          | 58                |
| Grindelwald               | 3'826                     | 171,33        | 22                |
| Gsteigwiler               | 425                       | 7,02          | 61                |
| Gündlischwand             | 282                       | 16,84         | 17                |
| Habkern                   | 624                       | 51,03         | 12                |
| Hofstetten bei Brienz     | 579                       | 8,77          | 66                |
| Interlaken                | 5'319                     | 4,27          | 1246              |
| Iseltwald                 | 397                       | 21,91         | 18                |
| Lauterbrunnen             | 2'452                     | 164,51        | 15                |
| Leissigen                 | 938                       | 10,38         | 90                |
| Lütschental               | 238                       | 12,28         | 19                |
| Matten bei Interlaken     | 3'676                     | 5,91          | 622               |
| Niederried bei Interlaken | 335                       | 4,28          | 78                |
| Oberried am Brienzersee   | 492                       | 20,14         | 24                |
| Ringgenberg (BE)          | 2'709                     | 8,73          | 310               |
| Saxeten                   | 103                       | 19,38         | 5                 |
| Schwanden bei Brienz      | 614                       | 7,06          | 87                |
| Unterseen                 | 5'453                     | 13,99         | 390               |
| Wilderswil                | 2'458                     | 13,19         | 186               |
| Total (23)                | 38'386                    | 677,92        | 57                |

## Veränderungen im Gemeindebestand

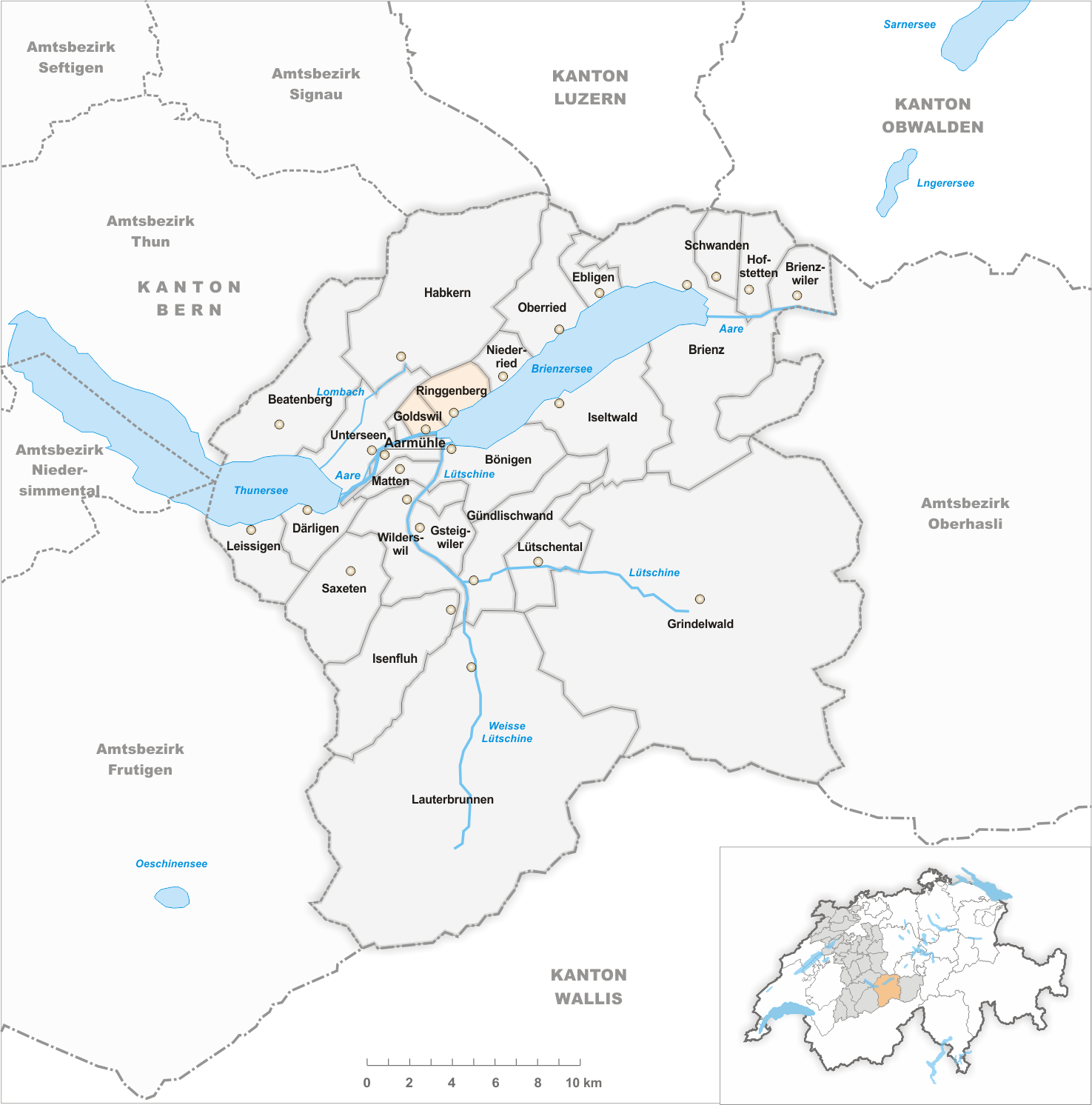
Gemeinden bis 1852
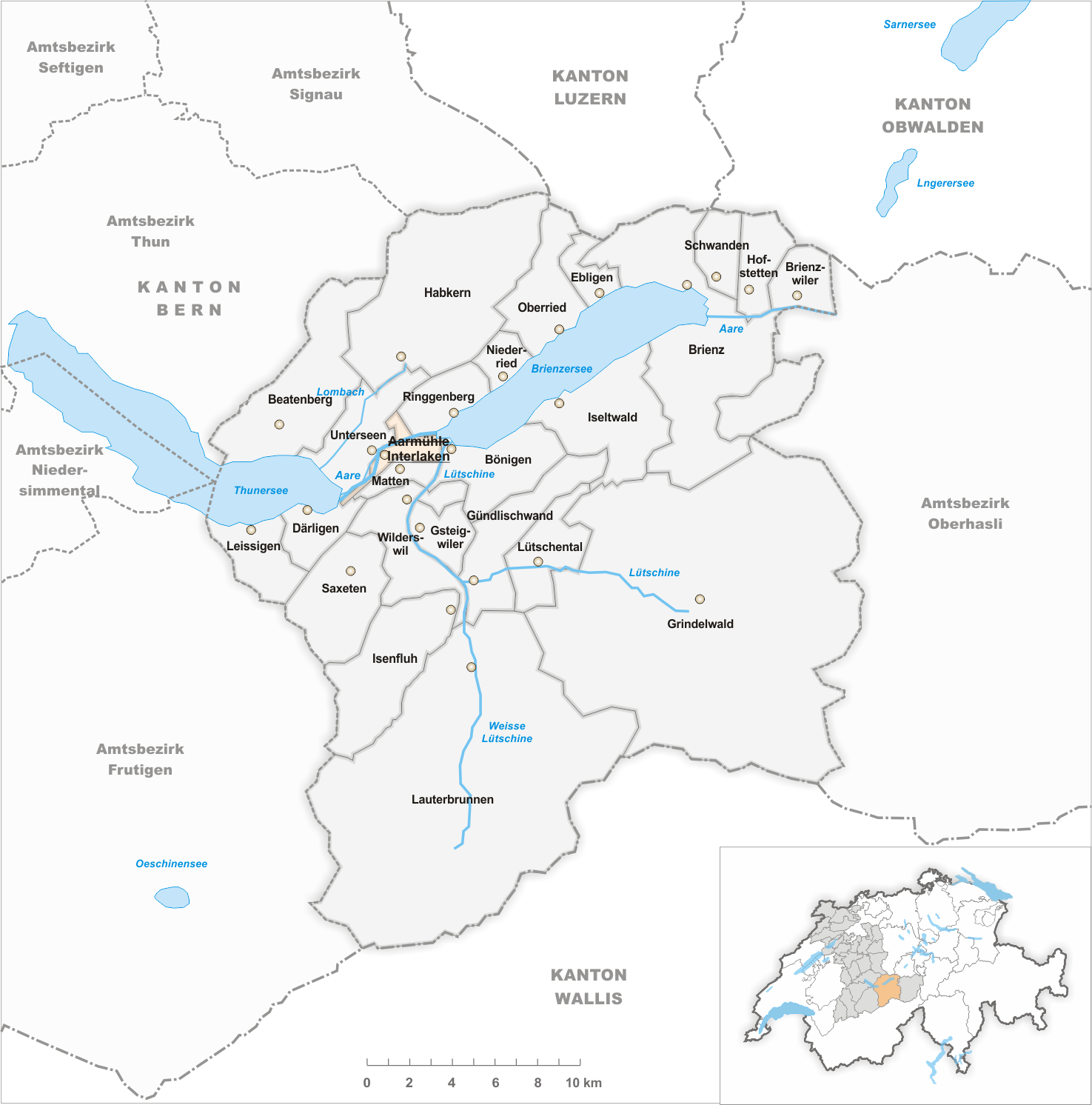
Gemeinden bis 1890
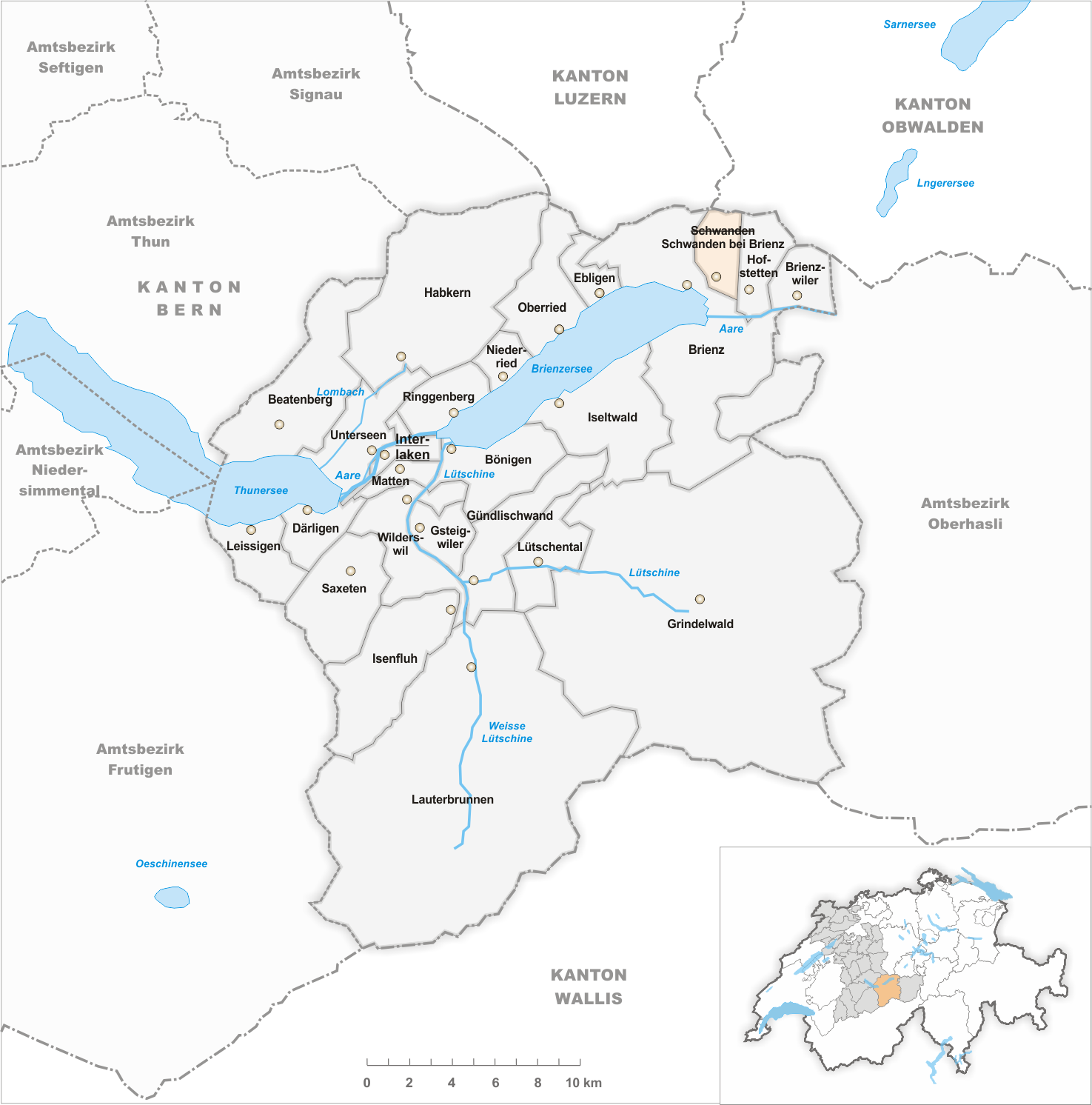
Gemeinden bis 1910
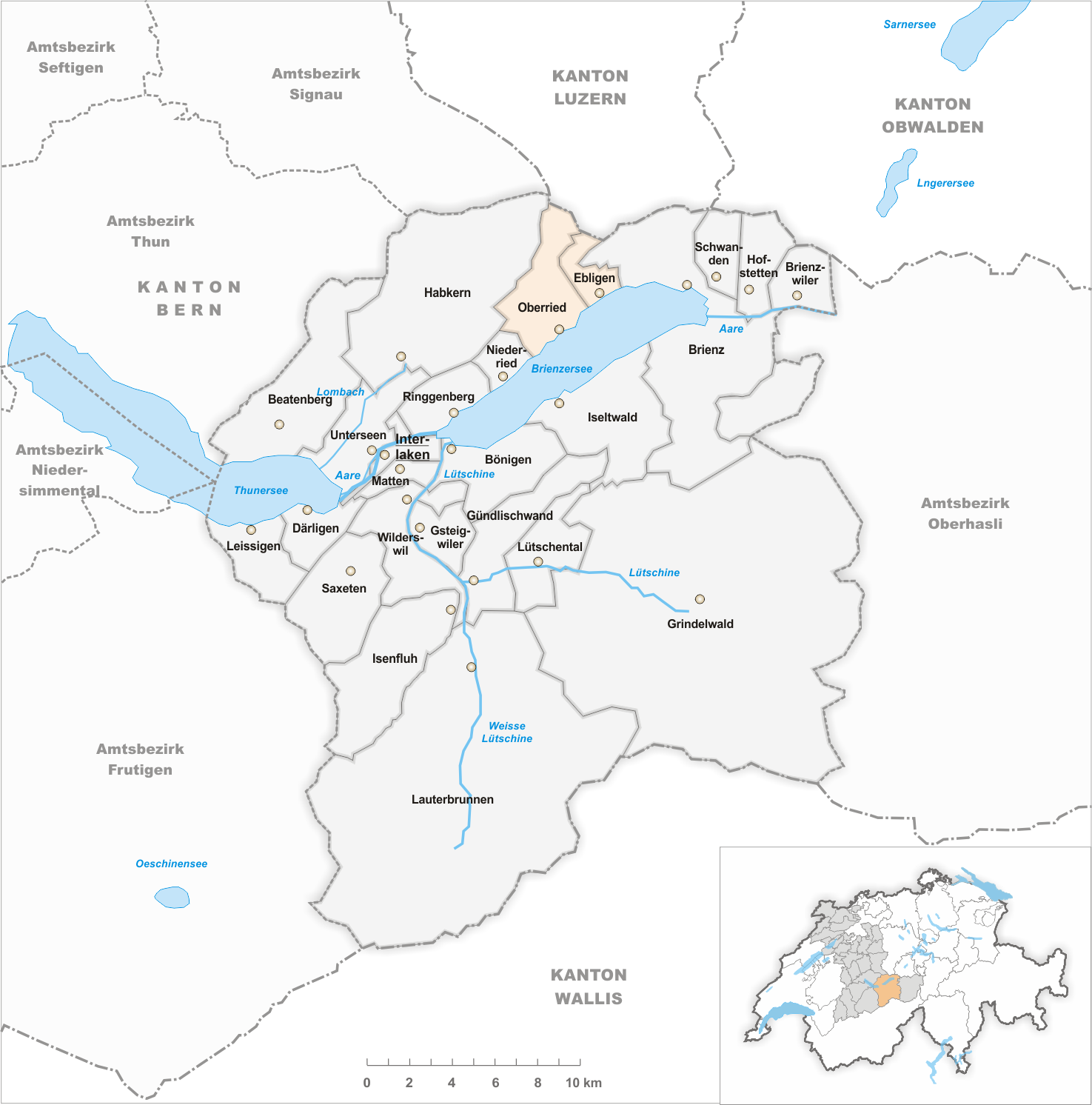
Gemeinden bis 1913
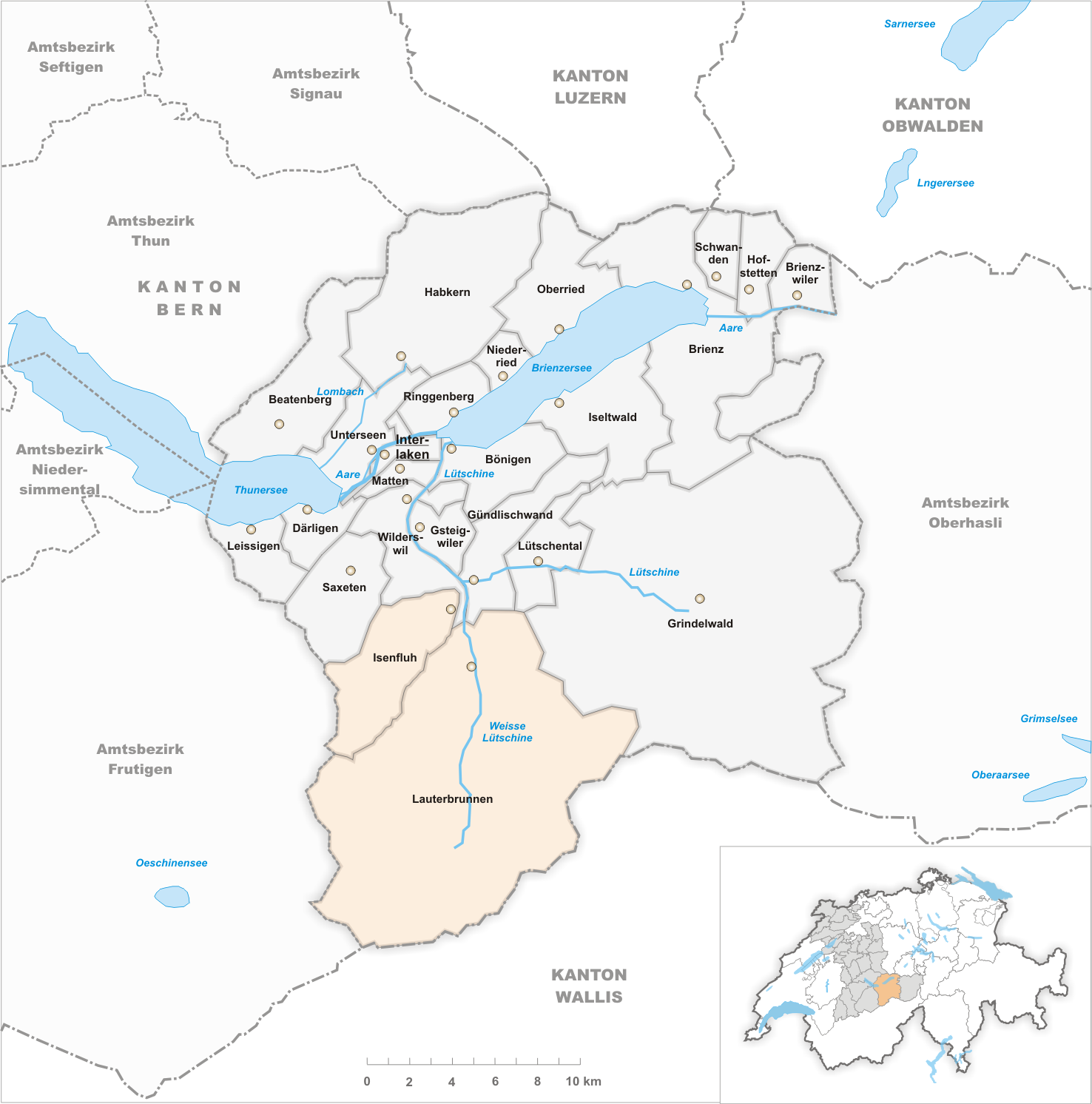
Gemeinden bis 1972
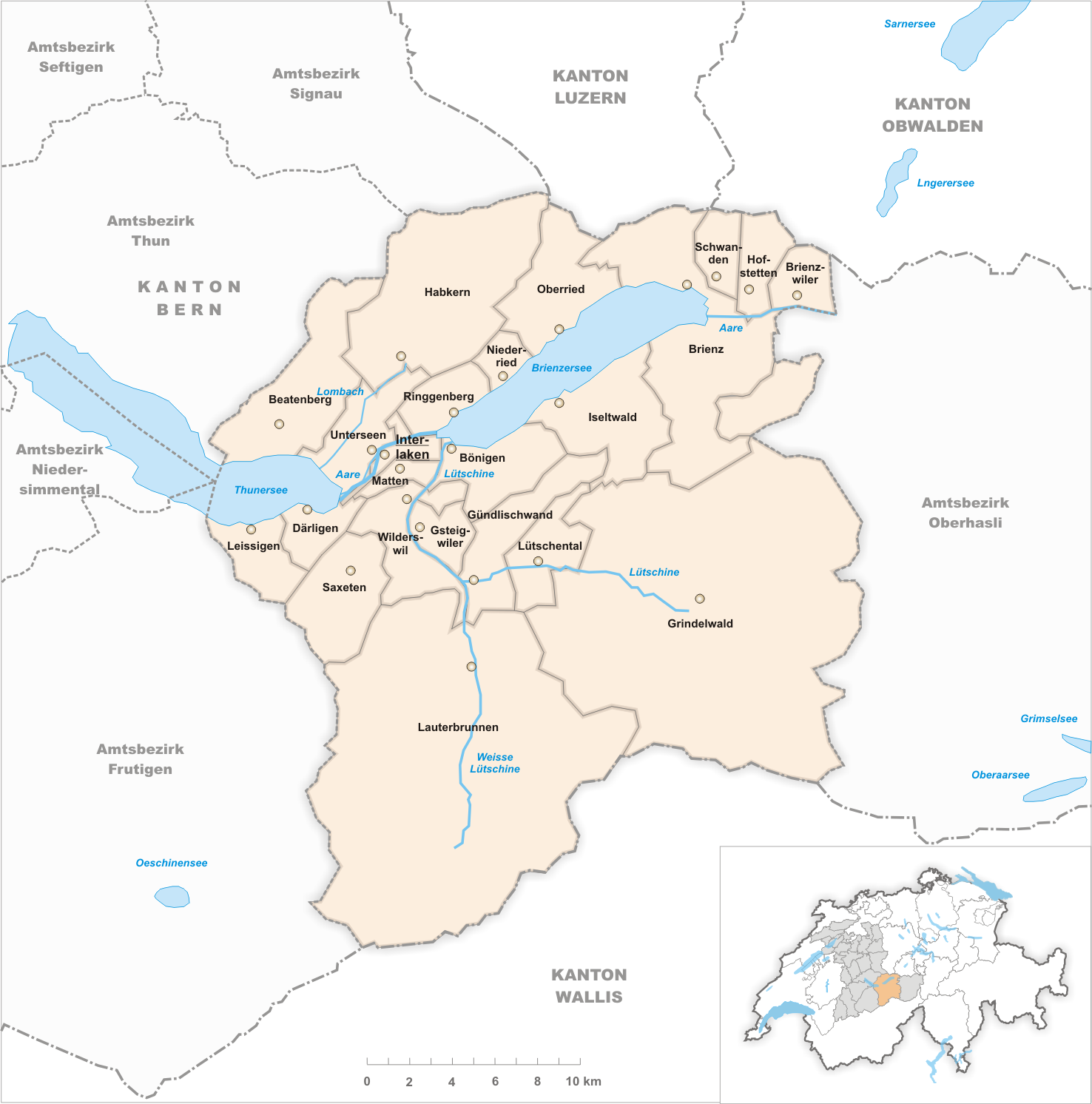
Gemeinden bis 2009

- 1853: Fusion Goldswil und Ringgenberg → Ringgenberg
- 1891: Namensänderung von Aarmühle → Interlaken
- 1911: Namensänderung von Schwanden → Schwanden bei Brienz
- 1914: Fusion Ebligen und Oberried am Brienzersee → Oberried am Brienzersee
- 1973: Fusion Isenfluh, Lauterbrunnen, Mürren und Wengen → Lauterbrunnen
- 2010: Bezirkswechsel aller 23 Gemeinden vom Amtsbezirk Interlaken → Verwaltungskreis Interlaken-Oberhasli